# Jawi (Woyla)
Jawi is een bestuurslaag in het regentschap Aceh Barat van de provincie Atjeh, Indonesië. Jawi telt 260 inwoners (volkstelling 2010).